# پل بنسون
پل بنسون (انگلیسی: Paul Benson؛ زادهٔ ۱۲ اکتبر ۱۹۷۹) بازیکن فوتبال اهل بریتانیا است.
از باشگاه‌هایی که در آن بازی کرده‌است می‌توان به باشگاه فوتبال چارلتون اتلتیک، باشگاه فوتبال پورتسموث، باشگاه فوتبال سوئیندون تاون، باشگاه فوتبال لوتون تاون، باشگاه فوتبال چلتنهام تاون، و باشگاه فوتبال داگنم و ردبریج اشاره کرد.
وی همچنین در تیم ملی فوتبال England C بازی کرده‌است.